# Giro del Belvedere 2023
Il Giro del Belvedere 2023, ottantaquattresima edizione della corsa, valido come evento dell'UCI Europe Tour 2022 categoria 1.2U, si svolse il 10 aprile 2023 su un percorso di 171 km, con partenza e arrivo a Villa di Villa, in Italia. La vittoria fu appannaggio del norvegese Johannes Staune-Mittet, il quale completò il percorso in 4h07'55", alla media di 41,385 km/h, precedendo l'italiano Davide De Pretto e l'olandese Loe van Belle.
Sul traguardo di Villa di Villa 112 ciclisti, su 160 partenti, portarono a termine la competizione.

## Squadre e corridori partecipanti
| N.    | Cod. | Squadra                            |
| ----- | ---- | ---------------------------------- |
| 1-5   | CGF  | Groupama-FDJ Conti                 |
| 6-10  |      | AG2R Citroën U23 Team              |
| 11-15 | AQD  | Astana Qazaqstan DT                |
| 16-19 |      | Basso Team Flanders                |
| 21-25 | BIE  | Biesse-Carrera                     |
| 26-30 | CTF  | Cycling Team Friuli                |
| 31-35 | CTK  | Cycling Team Kranj                 |
| 36-40 |      | EFC-L&R-Van Mossel                 |
| 41-45 |      | Eolo-Kometa U23                    |
| 46-50 | GAL  | Gallina Ecotek Lucchini Colosio    |
| 51-55 | GEF  | General Store-Essegibi-F.lli Curia |
| 56-60 | GBF  | Green Project-BardianiCSF-F.       |
| 61-65 | HBA  | Hagens Berman Axeon                |
| 66-70 |      | Hopplà-Petroli Firenze-D. Camillo  |
| 71-75 | ICA  | Israel Cycling Academy             |
| 76-80 | JVD  | Jumbo-Visma Development Team       |
| 81-85 | LGS  | Ljubljana Gusto Santic             |

| N.      | Cod. | Squadra                         |
| ------- | ---- | ------------------------------- |
| 86-89   |      | Mastromarco Sensi Nibali        |
| 91-95   | Q3C  | Q36.5 Continental Cycling Team  |
| 96-100  | SIS  | Sias Rime                       |
| 101-105 |      | Solme-Olmo                      |
| 106-110 | CPK  | Team Colpack Ballan             |
| 111-115 |      | Team Gaiaplast Bibanese         |
| 116-120 | LKH  | Team Lotto-Kern Haus            |
| 121-125 |      | Onec Team                       |
| 126-130 | TER  | Team Technipes inEmiliaRomagna  |
| 131-135 | TIR  | Tirol KTM Cycling Team          |
| 136-140 |      | Trentino Cycling Team U23       |
| 141-145 | TRI  | Trinity Racing                  |
| 146-150 |      | Trevigiani Energiapura Marchiol |
| 151-155 |      | UC Monaco                       |
| 156-159 | ZEF  | Zalf Euromobil Fior             |
| 161-165 |      | Zappi Racing Team               |

## Ordine d'arrivo (Top 10)
| Pos. | Corridore              | Squadra   | Tempo    |
| ---- | ---------------------- | --------- | -------- |
| 1    | Johannes Staune-Mittet | Jumbo DT  | 4h07'55" |
| 2    | Davide De Pretto       | Zalf      | a 10"    |
| 3    | Loe van Belle          | Jumbo DT  | s.t.     |
| 4    | Tijmen Graat           | Jumbo DT  | s.t.     |
| 5    | Darren Rafferty        | Hagens    | s.t.     |
| 6    | Andrea Debiasi         | CT Friuli | s.t.     |
| 7    | Anders Foldager        | Biesse    | s.t.     |
| 8    | Max Walker             | Trinity   | s.t.     |
| 9    | Alexander Hajek        | Tirol KTM | s.t.     |
| 10   | Sergio Meris           | Colpack   | s.t.     |